# Julio César Strassera
Julio César Strassera (Comodoro Rivadavia, 18 de setembre de 1933-Buenos Aires, 27 de febrer de 2015) va ser un advocat argentí, jutge i fiscal, conegut per haver estat a càrrec de la fiscalia en el judici en el qual van resultar condemnats per violacions de drets humans alguns integrants de tres de les quatre Juntes Militars que van governar l'Argentina durant la dictadura autodenominada Procés de Reorganització Nacional.

## Biografia

### Actuació durant la dictadura
Va néixer el 1933 a Comodoro Rivadavia, però després es va mudar a la ciutat de Buenos Aires. Després d'un matrimoni fallit i diversos treballs, va començar a estudiar dret als 25 anys llicenciant-se cinc anys després.
En 1976 va ser nomenat secretari de jutjat. En els inicis de la dictadura autodenominada Procés de Reorganització Nacional (1976-1983) va ser nomenat fiscal federal per la Junta Militar i en 1981 va ser promogut com a jutge federal de sentència. Durant la dictadura, com a fiscal i com a jutge, es va encarregar dels habeas corpus sol·licitats per presos polítics, diversos d'ells denegats, entre ells el que va demanar el exgobernador de la província de Santa Cruz, Jorge Cepernic, dirigent pròxim a l'organització Montoneros. Quan Cepernic va ser detingut li ho va posar a la disposició del poder executiu, al mateix temps que li van ser confiscats tots els seus béns.
Una altra causa de rellevància política en la qual va intervenir va ser el processament de les famílies Graiver i Papaleo, perseguides per la dictadura i vinculades a Papel Prensa. Strassera va reconèixer que li havia pres declaració a Lídia Papaleo mentre es trobava detinguda, en relació amb la causa de la vinculació de qui va ser el seu espòs, David Graiver (qui fora amo de Papel Prensa), però va negar que la causa es relacionés amb l'empresa paperera que la família Graiver/Papaleo cedís durant la dictadura als grups Clarín i La Nació, sinó amb l'eventual finançament de l'organització guerrillera Montoneros. Altres fonts han negat el relat de Strassera i li han imputat haver violat els drets humans de Lídia Papaleo i col·laborar amb la dictadura en el desapoderament de Papel Prensa.

Com a fiscal va intervenir també en el cas de l'assassinat de sacerdots i seminaristes conegut com Massacre de San Patricio i va sol·licitar el sobreseïment provisional de la causa per no haver-hi elements per a individualitzar als autors, la qual cosa va ser acceptat pel jutge Rivarola. Set anys després la causa es va reobrir pel jutge Biondi per comanda del pare Cornelio Ryan, delegat provincial de la Comunitat pal·lotina irlandesa, que va sol·licitar es tingués en compte el testimoniatge dels dos joves que van observar part de l'operatiu. La seva controvertida actuació durant el procés li valdria diverses crítiques. En el procés va tenir un gest horrible i d'un maltractament als detinguts superlatiu. El que la destravava era Strassera. 
| « | “Que apareguin aquests personatges menyspreables jo no li ho crec, no li crec a aquest senyor. Strassera s'ocupava de maltractar-los (als detinguts) i ara vol resulta ser un senyor bo que ve a explicar-nos la veritat de la milanesa” | » |

### Actuació durant la democràcia
En el famós Judici a les Juntes de 1985 va ser el fiscal acusador que el va conduir. Aquest judici, resultat del decret número 158/83 del govern de Raúl Alfonsín, segons ho exigia el llavors Codi de Justícia Militar, es va realitzar contra nou integrants de les Juntes Militars (incloent caps d'estat) que van governar Argentina durant l'autodenominat Procés de Reorganització Nacional entre 1976 i 1983, que va acabar amb la condemna de cinc d'ells, dels quals només dos van ser condemnats a cadena perpètua. Va ser el primer procés massiu contra de comandants militars per l'assassinat massiu de persones des dels Judicis de Nuremberg, l'únic en el món fet per tribunals civils.

El 4 d'octubre de 1984 la Cambra Nacional en el Criminal i Correccional Federal de la Capital Federal (tribunal civil) assumeix la part acusatòria; segons ho explica el mateix Julio Cèsar Strassera, en una entrevista: 
| « | El que passa és que ni jo mateix vaig pensar que podíem arribar a la instància del judici a les juntes. S'havia modificat el codi de justícia militar... s'havia establert que per a aquesta classe de judici -per als judicis que s'anaven a instrumentar amb motiu del decret 158- el tribunal originat anava a ser el Consell Suprem de les Forces Armades i que si aquest no complia la seva labor en temps propi, la cambra podia abocar-se. Jo mai em vaig imaginar que el Consell Suprem de les Forces Armades s'anava a negar a jutjar. | » |

 Strassera va dur a terme l'acusació a les juntes, com autoritzava la llei 23.049 aprovada al febrer d'aquest any, assistit per Luis Gabriel Moreno Ocampo. El judici es va realitzar entre el 22 d'abril i el 14 d'agost de 1985. Es van tractar 281 casos.
En el judici va realitzar de viva veu l'acusació pública contra els dictadors, que constitueix un document històric i una peça fonamental en la defensa dels drets humans.
Strassera va tancar el seu al·legat amb aquesta frase:
| « | Senyors jutges: vull renunciar expressament a tota pretensió d'originalitat per a tancar aquesta requisitòria. Vull utilitzar una frase que no em pertany, perquè pertany ja a tot el poble argentí. Senyors jutges: Mai més. | » |

El 9 de desembre es va dictar la sentència condemnant a Jorge Rafael Videla i Eduardo Massera a reclusió perpètua, a Roberto Viola a 17 anys de presó, a Armando Lambruschini a 8 anys de presó i a Orlando Ramón Agosti a 4 anys de presó. Per les característiques que va tenir, la condemna a les juntes militars realitzada per un govern democràtic constitueix un fet sense precedents en el món, que va contrastar fortament amb les transicions negociades que van tenir lloc en aquells anys a Uruguai, Xile, Brasil, Espanya, Paraguai, Portugal i Sud-àfrica.
Després del judici, va ser el representant argentí davant els organismes de drets humans amb seu a Ginebra, i amb motiu dels indults dels militars disposats pel president Menem  es va retirar de la funció pública i es va dedicar a exercir la seva activitat com a advocat i a participar activament a l'Assemblea Permanent pels Drets Humans (APDH), organització de la qual va formar part integrant la seva presidència.
En 2006 va defensar a Aníbal Ibarra en el judici polític pel qual va ser remogut del seu càrrec de Cap de Govern de la Ciutat de Buenos Aires, a causa del incendi succeït en la discoteca Cromagnón.

### Últims anys
Al desembre de 2008 va opinar en una entrevista que el govern kirchnerista volia prolongar els judicis per delictes de lesa humanitat per a utilitzar-los com a bandera, i que prolongaven els judicis per a poder treure’n profit polític.
| « | "Aquestes causes són molt complicades. Però el poder executiu no les vol tractar perquè li convé prolongar-les ja que les volen usar com a bandera dels drets humans, de la qual s'ha ensenyorit"[...]"si les eleccions de 1983 les hagués guanyat aquest oficialisme, no hi hagués hagut cap judici contra els militars". | » |

Malgrat les aprehensions de Strassera, entre 2009 i 2010 es van iniciar les recerques i judicis per delictes de lesa humanitat, pels quals va haver-hi més de 400 processaments.
Al febrer de 2015, qui era secretari general de la Presidència, Aníbal Fernández, li va retreure a Strassera haver donat suport a la marxa que van convocar els fiscals per al 18 de febrer de 2015, amb motiu de complir-se un mes de la mort del fiscal Alberto Nisman, qui havia denunciat a la presidenta, Cristina Fernández de Kirchner, a penes uns dies abans. Fernández el va criticar a més per suposadament negar, durant la dictadura, l'habeas corpus quan van detenir a l'ex governador de Santa Cruz Jorge Cepernic. L'ex fiscal va respondre llavors que
"El doctor Fernández és l'ariet del poder executiu i repeteix el que li manen a dir. No tinc cap sorpresa, no és la primera vegada que passa això" i el va desafiar a presentar "un sol habeas corpus que hagin signat ell com els Kirchner, tant Cristina com Néstor. Si van signar el de Cepernic, que per descomptat no ho van signar, que em donin la llista dels habeas corpus que van signar (...) Fernández ignora quins tràmits es feia en els habeas corpus durant l'època de la dictadura perquè es rebutjaven tots, alguns per falta d'informació del poder executiu (...) En el cas concret de Cepernic estava a la disposició del poder executiu, pràcticament no funcionava la Constitució, així que és absurda aquesta crítica".

### Defunció
Strassera va morir el 27 de febrer de 2015 a la Clínica San Camilo del barri de Villa Crespo, Buenos Aires, a causa d'una greu infecció intestinal i un quadre d'hiperglucèmia després de romandre internat deu dies en teràpia intensiva.
Dirigents de diverses extraccions polítiques van lamentar la seva mort i van destacar el seu rol en l'enfortiment democràtic.
La presidenta Cristina Fernández de Kirchner va decretar dos dies de duel nacional per la defunció de l'exfiscal del Judici a les Juntes.

## Homenatge
El 25 de juliol de 2015 es va inaugurar al barri de Palermo un comitè de la Unió Cívica Radical que porta el seu nom. Aquest comitè es troba a José A. Cabrera 3829, Comuna 14 C.A.B.A.
En 2018 la Fundació Konex li confereix un Diploma al Mèrit post mortem per la disciplina Magistrats.
Al setembre de 2022 es va estrenar la pel·lícula Argentina, 1985, dirigida i coescrita per Santiago Mitre, en la qual Julio César Strassera és interpretat per l'actor Ricardo Darín.